# Подкумский сельсовет
Подкумский сельсовет — упразднённое муниципальное образование в составе Предгорного района Ставропольского края России.
Административный центр — посёлок Подкумок.

## География
Муниципальное образование Подкумский сельсовет расположен в юго-западной части Ставропольского края. На территории муниципального образования имеются реки Подкумок, Белая и Бугунта. Рельеф местности — горный, природные ресурсы представлены плодородными почвами — черноземами и лесными массивами.
Сельсовет граничит с посёлком Мирный и городами Кисловодск и Ессентуки. А также с Ессентукским, Нежинским и Яснополянским сельсоветами Предгорного района Ставропольского края.

## История
С 16 марта 2020 года, в соответствии с Законом Ставропольского края от 31 января 2020 г. № 12-кз, все муниципальные образования Предгорного муниципального района были преобразованы путём их объединения в единое муниципальное образование Предгорный муниципальный округ.

## Население
| 1989  | 2002  | 2010  | 2011  | 2012  | 2013  | 2014  |
| ----- | ----- | ----- | ----- | ----- | ----- | ----- |
| 4016  | ↘4006 | ↘3885 | ↗3886 | ↘3885 | ↗3904 | ↘3851 |
| 2015  | 2016  | 2017  | 2018  | 2019  | 2020  |       |
| ↘3834 | ↗3845 | ↗3869 | ↗3879 | ↘3867 | ↘3854 |       |

### Национальный состав
По итогам переписи населения 2010 года проживали следующие национальности (национальности менее 1 %, см. в сноске к строке «Другие»):
| Национальность | Численность | Доля (в %) |
| -------------- | ----------- | ---------- |
| русские        | 3 167       | 81,52 %    |
| абазины        | 151         | 3,89 %     |
| армяне         | 90          | 2,32 %     |
| карачаевцы     | 57          | 1,47 %     |
| украинцы       | 53          | 1,36 %     |
| греки          | 47          | 1,21 %     |
| другие         | 320         | 8,24 %     |
| Итого          | 3 885       | 100,00 %   |

## Административное деление
| № | Населённый пункт | Тип населённого пункта          | Население |
| - | ---------------- | ------------------------------- | --------- |
| 1 | Верхнеподкумский | посёлок                         | ↘200      |
| 2 | Подкумок         | посёлок, административный центр | ↗3468     |
| 3 | Томатный         | посёлок                         | ↗200      |

## Местное самоуправление
Представительный орган — Совет депутатов Подкумского сельсовета, состоящий из 10 депутатов, избираемых на муниципальных выборах по одномандатным избирательным округам.